# Р-1Б
Ракета Р-1Б (1РБ, В-1Б, 1ВБ) — одна из первых советских геофизических ракет.

## История создания
Создана на базе построенной под руководством С. П. Королёва советской баллистической ракеты дальнего действия на жидком топливе Р-1, которая 10 октября 1948 года успешно стартовала, пролетела 288 км и попала в заданный район. Прототипом Р-1 была трофейная немецкая ракета А-4 (ФАУ-2), созданная во время второй мировой войны Вернером фон Брауном.
Уже на ракете Р-1А для физических измерений параметров верхней разрежённой атмосферы установили приборы системы ФИАР-1. Это были первые геофизические эксперименты. Полученные данные послужили базой для подготовки широкой программы научных исследований по геофизике в интересах Академии наук СССР и разработки модификаций ракеты Р-1, специально предназначенных для этой цели (Р-1Б, Р-1В, Р-1Д и Р-1Е).
Ракета Р-1Б была предназначена для проведения комплекса научных исследований и экспериментальных работ на высотах до 100 км:
- изучение состава первичного космического излучения и его взаимодействия с веществом;
- исследование физических и химических характеристик воздуха;
- исследование спектрального состава излучения Солнца;
- проверка поглощающей способности озона;
- проверка жизнедеятельности живых организмов в специальном герметичном отсеке в условиях больших высот и нарастающей перегрузки при подъеме на ракете, их поведение в условиях невесомости и возможности спасения после подъема с помощью парашютных систем;
- аэродинамические исследования при больших скоростях и больших высотах полета;
- экспериментальная проверка возможности спасения ракеты с помощью парашютов с целью многократного использования ракет при экспериментальных пусках.

## Пуски
С 29 июля по 3 сентября 1951 года было произведено четыре пуска геофизических ракет Р-1Б на высоты порядка 100 км с полигона Капустин Яр. Все четыре пуска ракеты Р-1Б были вертикальными, первый из которых оказался неудачным из-за отказа электросхемы научной аппаратуры.
Даты пусков и результаты:
- 29.07.1951 Отказ электросхемы экспериментальной аппаратуры. Парашют не раскрылся из-за неисправности барореле. Собаки (Дезик и Лиса) погибли. Ничего спасти не удалось.
- 15.08.1951 Спасение головной части, приборных контейнеров и животных. Дымовой контейнер не устанавливался.
- 28.08.1951 Спасение приборных контейнеров, работа дымового контейнера. Животные погибли из-за разгерметизации кабины. Головную часть спасти не удалось.
- 03.09.1951 Спасение головной части, приборных контейнеров и животных. Дымовой контейнер не устанавливался.

## Технические характеристики
| Стартовая масса                        | 14320 кг                            |
| Масса незаправленной ракеты            | 5050 кг                             |
| Двигатель                              | ЖРД РД-100                          |
| Тяга двигателя                         | 27 тс                               |
| Удельный импульс                       | 204 с                               |
| Время работы                           | 65 с                                |
| Компоненты топлива                     | 75 % этиловый спирт-жидкий кислород |
| Масса топлива                          | 9440 кг                             |
| Масса полезного груза                  | 1160 кг                             |
| Масса спасаемой головной части         | 590 кг                              |
| Масса спасаемого контейнера ГеоФИАН    | 85 кг                               |
| Масса спасаемого корпуса ракеты        | 4160 кг                             |
| Длина (полная)                         | 17552 мм                            |
| Диаметр корпуса                        | 1650 мм                             |
| Максимальный диаметр                   | 2562 мм                             |
| Размах стабилизаторов                  | 3564 мм                             |
| Скорость в момент выключения двигателя | 1185 м/с                            |
| Высота подъёма                         | 90-100 км                           |